# 李于鍇
李于鍇（1863年—1923年），字叔堅，甘肅省涼州府武威縣人，清朝政治人物、同進士出身。

## 生平
光緒二十一年（1895年），参加光緒乙未科殿試，登進士三甲26名。同年五月，改翰林院庶吉士。光緒二十四年四月，散館，著以知县即用。官山東蓬萊縣知縣，升沂州府知府。
民國後不仕。袁世凱任命其為甘肅警察廳長，堅辭不授。家居不談時事。民国十一年（1922年），廢帝溥儀大婚，李于鍇竭誠進奉，獲賞「寒松勁草」匾額。
史学家李铭汉次子。